# Isla Bernier
La Isla Bernier es una isla deshabitada frente a la costa de Australia Occidental, frente a la ciudad de Carnarvon, en la región Gascoyne. Pertenece al Área de gobierno local del Condado de Carnarvon. La isla, junto con Isla Dorre, cierra la entrada natural a la Bahía Shark y hacia el oeste limita con las aguas del Océano Índico. Las dos islas son parte de la  Reserva Natural de las Islas Bernier y Dorre  dentro del Área de Patrimonio Mundial de la Bahía Shark.

## Geografía
La isla Bernier, tiene una forma larga y estrecha, tiene unos 26 km de largo y 2,6 km de ancho y tiene un área de aproximadamente 40 km². Al sur, a una distancia de 500 m, se encuentra la Isla Dorre; al norte, cerca de Cabo Ronsard, su extremo norte, se encuentra la pequeña isla Koks, que tiene un área de 2,6 ha. En el cabo de Ronsard hay un faro.

## Fauna
La isla alberga una de las pocas colonias que quedan de rayas canguro y  djoongari, una especie en peligro de extinción con una población estimada de 5000/9000 individuos.

## Historia
Nicolas Baudin, fue el primer occidental que visitó por primera vez la isla, a fines de 1600. Los holandeses fueron quienes lideraron una expedición francesa para explorar la costa oeste de Australia. La isla fue nombrada el 12 de julio de 1801 en honor al astrónomo Pierre-François Bernier, uno de los muchos científicos franceses que acompañaron a Baudin en su expedición.
En las islas Bernier y Dorre, se estableció un hospital de aislamiento a principios de 1900. Fue utilizado por el Gobierno de Australia Occidental para llevar a cabo experimentos sobre enfermedades venéreas y lepra con aborígenes australianos quienes fueron llevados por la fuerza de toda la zona noroeste. De los 650 detenidos en las islas, solo 490 regresaron al continente. 